# Saint-Memmie
Saint-Memmie ist eine französische Gemeinde mit 5439 Einwohnern (Stand: 1. Januar 2022) in der historischen Landschaft Champagne. Sie liegt im Département Marne und in der Region Grand Est. Saint-Memmie gehört zum Arrondissement Châlons-en-Champagne und zum Kanton Châlons-en-Champagne-3. Die Einwohner werden Mengeot(te)s genannt.

## Geographie
Saint-Memmie ist eine banlieue im Südosten von Châlons-en-Champagne. Die Gemeinde liegt am Fluss Moivre. Umgeben wird Saint-Memmie von den Gemeinden L’Épine im Nordosten, Courtisols im Osten, Sarry im Süden sowie Châlons-en-Champagne im Südwesten, Westen und Norden.
Durch die Gemeinde führt die Route nationale 44.

## Bevölkerungsentwicklung
| Jahr                       | 1962 | 1968 | 1975 | 1982 | 1990 | 1999 | 2006 | 2018 |
| -------------------------- | ---- | ---- | ---- | ---- | ---- | ---- | ---- | ---- |
| Einwohner                  | 2032 | 2355 | 6591 | 6654 | 6070 | 5670 | 5395 | 5473 |
| Quellen: Cassini und INSEE |      |      |      |      |      |      |      |      |

## Sehenswürdigkeiten

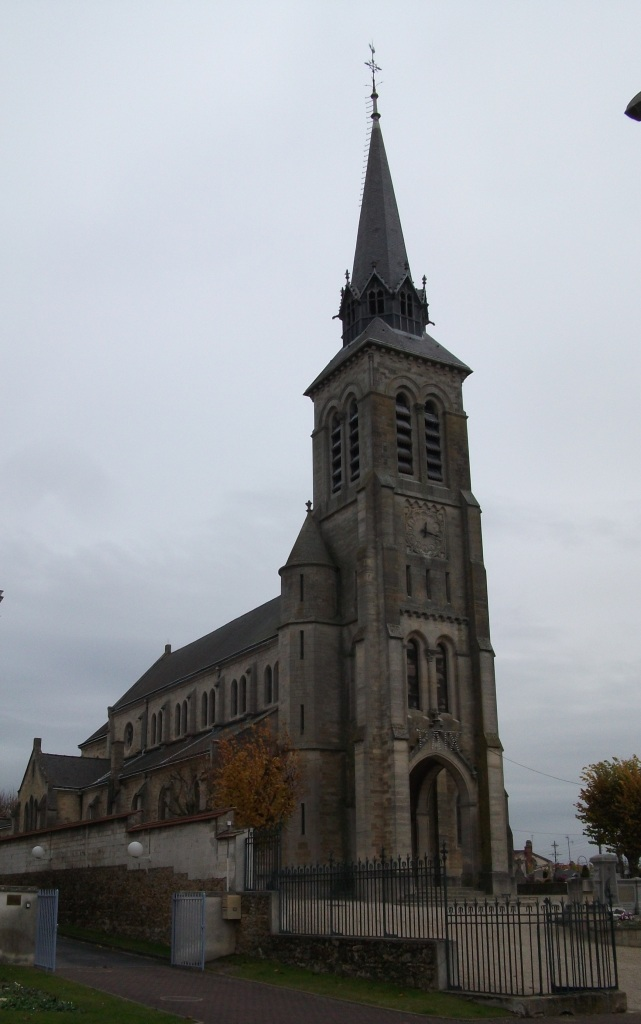
Kirche Saint-Memmie

- Kirche Saint-Memmie, aus der letzten Hälfte des 19. Jahrhunderts mit dem Grab des Heiligen Memmius, erster Bischof von Châlons-en-Champagne
- Rathaus

## Persönlichkeiten
- Memmie (im dritten Jahrhundert, genaue Daten unbekannt), Bischof von Châlons, hier bestattet

## Gemeindepartnerschaft
Mit der italienischen Gemeinde Chiesina Uzzanese, Provinz Pistoia (Toskana), besteht eine Partnerschaft.